# Pole Position (jeu vidéo)
Pour les articles homonymes, voir Pole position (homonymie).
Pole Position est un jeu vidéo de course automobile développé par Namco. Il est sorti en 1982 sur borne d'arcade.
Pour la sortie aux États-Unis, Namco approcha l'éditeur Bally Midway avec un choix entre deux jeux différents. Bally Midway préféra sélectionner le jeu de plate-forme Mappy tandis qu'Atari fut forcé d'éditer le jeu restant, Pole Position, qui se révéla être l'un des jeux les plus populaires de l'époque.

## Système de jeu
Dans Pole Position, le joueur conduit une Formule 1. Dans un premier temps, le but du jeu est de se qualifier à une course sur le circuit Fuji Speedway en terminant un tour dans un certain laps de temps. Après s'être qualifié, le joueur doit concourir face à des adversaires dans une course de championnat.

## Accueil
Au Japon, Pole Position est le jeu d'arcade le plus profitable de l'année 1982 selon le magazine Game Machine.

## Postérité

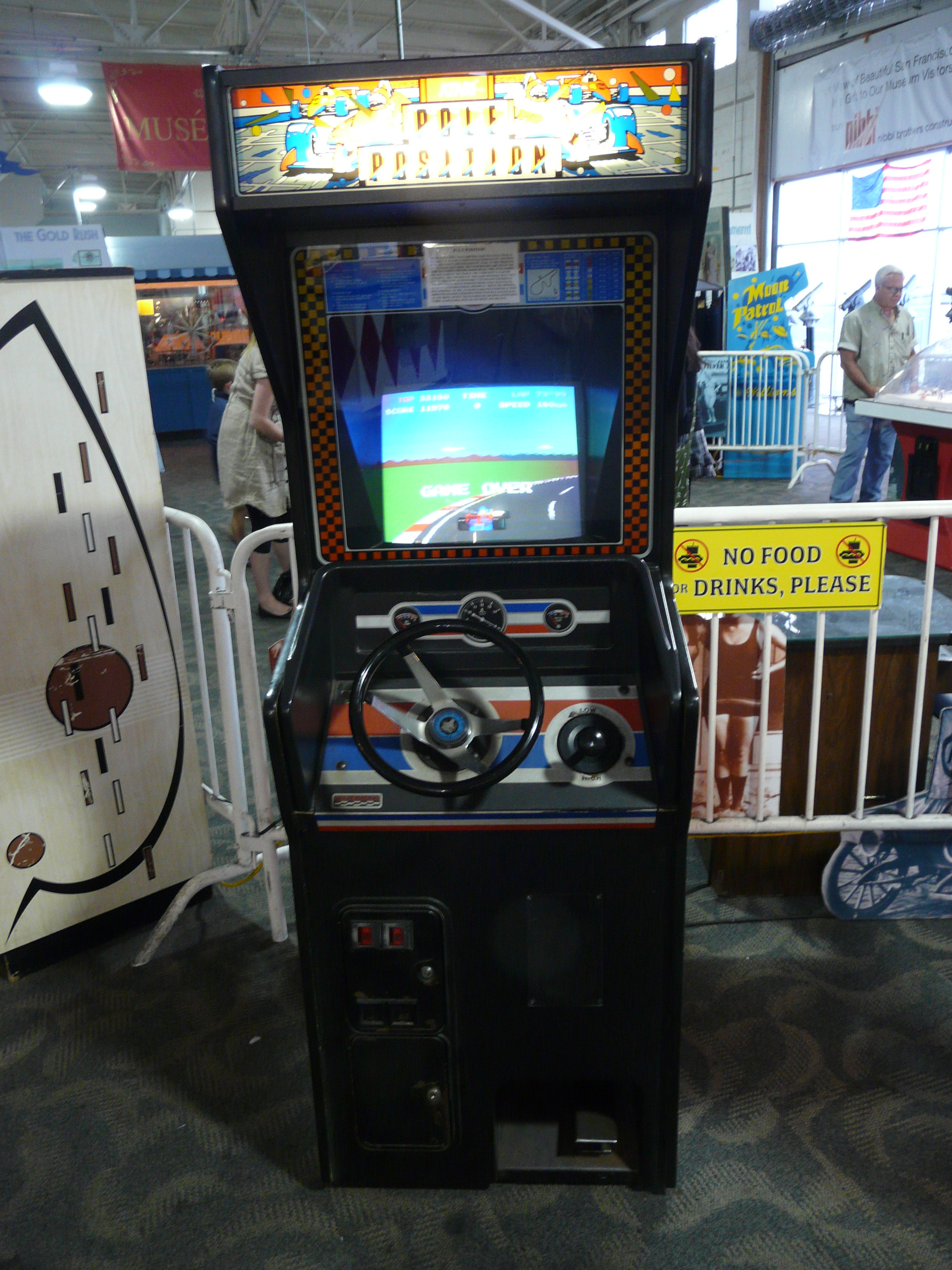
Borne d'arcade de Pole Position.

### Suites
Pole Position connut une première suite en 1983 portant le titre de Pole Position II. Cette suite ajoute trois courses à la Fuji Speedway : Test (semblable au circuit d'Indianapolis), Seaside (ressemblant au tracé de Long Beach) et Suzuka. Les graphismes ont été très légèrement améliorés et l'interface de l'écran d'accueil a été modifiée.
Beaucoup de gens considérèrent TX-1, conçu par Tatsumi Electronics et édité par Atari en 1984, comme étant la suite de Pole Position II. La véritable suite développée par Namco, bien que non officielle, n'arriva sur le marché qu'en 1987 sous le nom Final Lap (ce jeu engendra lui-même plusieurs suites).

### Portages
Pole Position a été porté sur de nombreux ordinateurs personnels et consoles par Atarisoft juste après sa sortie sur borne d'arcade (Atari 2600, Atari 5200 Atari 7800, divers ordinateurs de la famille des Atari 8-bit, BBC Micro, Acorn Electron, Commodore 64, Intellivision, Vectrex, ZX Spectrum…). La version Intellivision annoncée par Atarisoft ne fut jamais terminée, et quelques années plus tard c'est INTV qui publie un portage ex nihilo.
Au milieu des années 1990, Pole Position sortit de nouveau sur PC au sein de la compilation Microsoft Return of Arcade aux côtés de Pac-Man, Dig Dug et Galaxian. Un peu plus tard, il apparut dans le premier volume de la compilation Namco Museum sorti sur PlayStation. Depuis, Pole Position fut inclus à beaucoup des autres volumes de la collection sur d'autres systèmes de jeux tels que la PlayStation 2, la GameCube, la Game Boy Advance, la Nintendo 64, la Dreamcast et la Xbox.
Probablement pour des raisons de licence, le circuit Fuji Speedway a été renommé "Namco Circuit" dans les versions Namco Museum, "Blue Speedway" dans Namco Museum: Virtual Arcade, et "Namco Speedway" dans la version Plug it in & Play TV.
Une version de Pole Position pour iPod est sortie le 21 janvier 2008. Par la suite, le 14 septembre 2008, le jeu fut édité sur iPhone et iPod Touch sous le titre Pole Position: Remix. Ce portage présente des graphismes améliorés ainsi que des contrôles de jeu différents, mais le contenu reste à peu près similaire à la version originale (à l'exception de la présence des circuits de Pole Position II, ainsi que d'un nouveau circuit exclusif).

### Animé
Le dessin animé franco-américain Pole Position a reçu l'autorisation d'utiliser ce nom.

## Publicité
Pole Position fut l'un des premiers exemples de placement de produit au sein d'un jeu vidéo, les pancartes sur les côtés du circuit montrant des publicités pour des produits de l'époque.
Le jeu a connu une publicité diffusée à la télévision aux États-Unis.